# 11. nordgrönländischer Landesratswahlkreis
Der 11. nordgrönländische Landesratswahlkreis war von 1911 bis 1951 ein Landesratswahlkreis in Nordgrönland. Der Wahlkreis umfasste die Gemeinden Upernavik, Kangersuatsiaq und Upernavik Kujalleq im Kolonialdistrikt Upernavik.

## Vertreter
Folgende Personen vertraten den Wahlkreis:
| Wahlperiode | Landesrat                               | Stellvertreter         | Anmerkung                              |
| ----------- | --------------------------------------- | ---------------------- | -------------------------------------- |
| 1911–1916   | Ole Mørch (nicht 1914)                  | Sigvard Christiansen   | Wahlkreis 1914 ohne Vertreter          |
| 1917–1922   | Sigvard Christiansen (nicht 1917, 1919) | Karl Møller            | Wahlkreis 1917 und 1919 ohne Vertreter |
| 1923–1926   | Hans Hansen (nicht 1925)                | Hans Løvstrøm          | Wahlkreis 1925 ohne Vertreter          |
| 1927–1932   | Hans Hansen                             | Holger Blicher Nielsen |                                        |
| 1933–1938   | David Kristiansen (nicht 1933)          | Elias Lauf             | Wahl von Rasmus Kleemann 1933 ungültig |
| 1939–1944   | Hendrik Olsen (nicht 1940)              | Peter Lundblad         | Wahlkreis 1940 ohne Vertreter          |
| 1945–1950   | Samuel Mathæussen (nicht 1949)          | Hendrik Olsen (1949)   |                                        |